# Robert N. Proctor

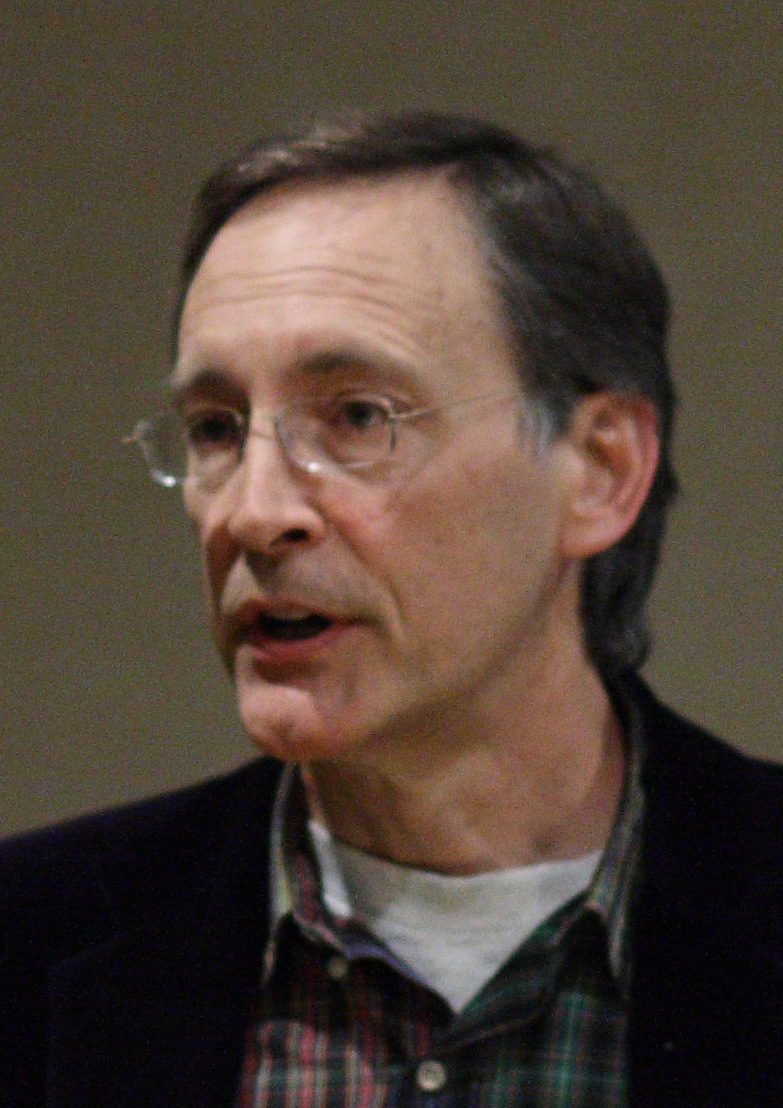
Robert N. Proctor vid universitetets vetenskapshistoriska förenings årsmöte 2009.

Robert Neel Proctor, född 1954, är en amerikansk professor i vetenskapshistoria vid Stanforduniversitetet i USA.
Under sin professur vid delstaten Pennsylvanias universitet (Pennsylvania State University) var han år 1999 den förste historiker som vittnade emot tobaksbolagen. Tillsammans med sin hustru Londa Schiebinger ledde han i nio år universitetets program för vetenskap, medicin och teknik i kulturen. Paret träffades på universitetet Harvard i Cambridge utanför Boston, Massachusetts. Där erhöll de sina magisters- och doktorsexamina år 1977 och 1984, respektive. Robert N. Proctor myntade uttrycket "agnotology" som beskriver studier av kulturellt inducerad okunskap eller tvivel, särskilt offentliggörande av oriktiga eller vilseledande vetenskapliga data.